# Pardais
Pardais es una freguesia portuguesa del concelho de Vila Viçosa, con 17,83 km² de superficie y  habitantes (2001). Su densidad de población es de 31,3 hab/km².